# Forças Armadas das Filipinas

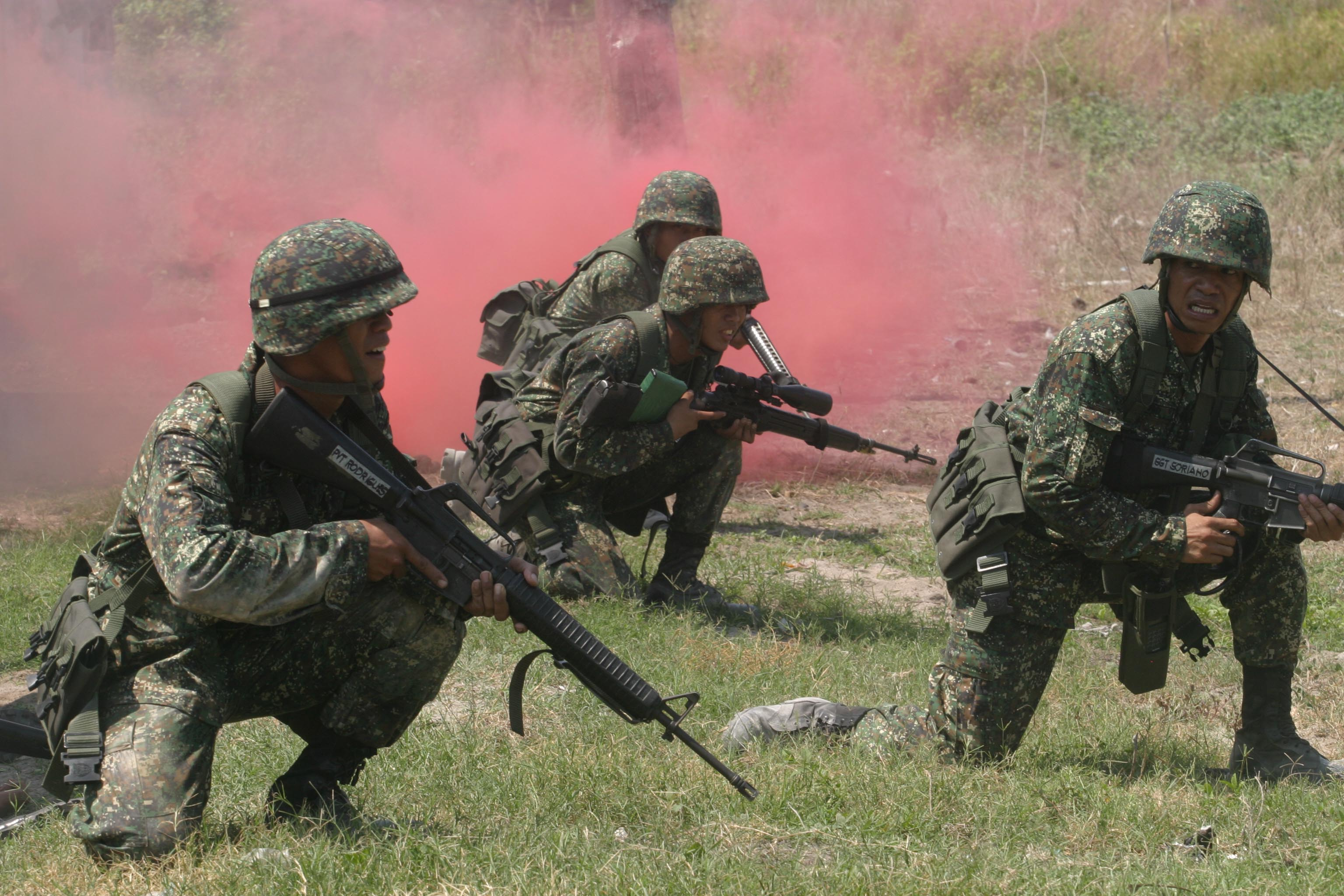
Militares filipinos durante um exercício de treinamento.

As Forças Armadas das Filipinas (em filipino: Sandatahang Lakas ng Pilipinas) são as forças militares da República das Filipinas. São constituídas por três ramos: o Exército das Filipinas, a Marinha das Filipinas e a Força Aérea das Filipinas. As FAF são uma força militar voluntária, com aproximadamente 113.500 militares ativos e 131.000 reservistas.

## História

### Operação Liberdade Duradoura
Como parte da Guerra ao Terror, as Filipinas e o Estados Unidos lançaram em conjunto a Operação Liberdade Duradoura em território Filipino, para combater e capturar membros de grupos terroristas como a Al-Qaeda e o Abu Sayyaf. Cerca de 600 militares americanos, além da unidade especial da CIA, foram enviados para aconselhar e assistir as Forças Armadas das Filipinas.